# Ali Mossafa
Ali Mosaffa (persa:  علی مصفا , nascut l'1 de desembre de 1966) és un actor i director iranià.

## Vida i carrera
Mosaffa va néixer a Teheran, Iran. El seu pare, Mozaher Mosaffa (nascut a Tafresh), era un poeta persa i professor de literatura persa a la Universitat de Teheran. La mare de Mosaffa, Amir Banoo Karimi, també és un destacat erudit i professor de literatura persa a la Universitat de Teheran i la filla gran del poeta persa, Seyed Karim Amiri Firuzkuhi.
De petit, Mosaffa va descobrir el seu interès per l'escriptura de contes i l'anglès, contribuint a la seva fluïdesa en l'idioma. És llicenciat en Enginyeria civil per la Universitat de Teheran on va mostrar interès per la interpretació; debutant a la pel·lícula de 1991, Omid. L'any següent va guanyar el premi al millor actor masculí al Festival Internacional de Cinema de Fajr pel seu paper a la pel·lícula de Darius Mehrjui, Pari. Mosaffa hi va conèixer la seva futura esposa, l'actriu iraniana Leila Hatami al plató de la pel·lícula de Mehrjui Leila (1996). Els dos es van casar el 1999 i tenen dos fills, un noi anomenat Mani (nascut el febrer de 2007) i una noia anomenada Assal (nascut l'octubre de 2008).
L'experiència de Mosaffa amb la direcció va començar amb els curtmetratges, Incubus, El veí i el llargmetratge documental, Farib-e-She'r o L'engany de la poesia. Després va dirigir la seva primera pel·lícula el 2005 amb Sima-ye Zani Dar Doordast, protagonitzada per Leila Hatami i Homayoun Ershadi. La pel·lícula va ser preseleccionada per al Trofeu Sutherland, atorgat al director del primer llargmetratge més original projectat al Festival de Cinema de Londres. El seu primer llargmetratge va guanyar posteriorment el People's Choice Award al Festival Internacional de Cinema de Chicago i va ser nominat al Globus de Cristall al Festival Internacional de Cinema de Karlovy Vary de 2005. La segona pel·lícula de Mosaffa, Pele ye Akhar, protagonitzada per Leila Hatami ha rebut elogis de la crítica i del públic d'arreu del món després de la seva estrena internacional al Festival Internacional de Cinema de Karlovy Vary de 2012 on Mosaffa va guanyar el premi FIPRESCI a la millor pel·lícula i Leila Hatami fou guardonada amb el Globus de Cristall a la millor actriu pel seu paper principal a la pel·lícula.
L'octubre de 2012, Mosaffa es va incorporar al director guanyador de l'Oscar Asghar Farhadi a París; protagonitza al costat de Bérénice Bejo i Tahar Rahim la primera pel·lícula en llengua estrangera de Farhadi, Le Passé que es va estrenar al 66è Festival Internacional de Cinema de Canes al maig de 2013.

## Filmografia
- Won't You Cry? d'Alireza Motamedi (2022)
- Playing with Stars de Hatef Alimardani (2021)
- A Man Without a Shadow d'Alireza Raisian (2019)
- Dance with Me de Soroush Sehhat (2019)
- Orange Days de Arash Lahouti (2018)
- The Second year of my collage de Rasul Sadr Ameli (2018)
- Pig de Mani Haghighi (2018)
- A Bigger Game d'Abbas Nezamdoust (2017)
- Inversion de Behnam Behzadi (2016)
- What's the Time in Your World? de Safi Yazdanian (2014)
- Le Passé de Asghar Farhadi (2013)
- The Last Step d'Ali Mosaffa (2012)
- Beloved Sky de Dariush Mehrjui (2011)
- There Are Things You Don't Know de Fardin Saheb-Zamani (2010)
- Who Killed Amir? de Mehdi Karampoor (2006)
- Another Place de Mehdi Karampoor (2003)
- Mix de Dariush Mehrjui (2001)
- Dear Cousin is Lost de Dariush Mehrjui (2000)
- Party de Saman Moghadam (2000)
- Lost Girls (1999)
- Leila de Dariush Mehrjui (1998)
- Minou Tower d'Ebrahim Hatamikia (1996)
- Pari de Dariush Mehrjui (1994)
- All My Daughters d'Esmail Soltanian (1992)
- Omid de Habib Kavosh (1991)

## Direcció
- Pele ye Akhar (2012)
- Sima-ye Zani Dar Doordast (2005)
- Farib-e-She'r or The Deceit of Poesy (1996) curt documental
- The Neighbor (1999) curtmetratge
- Incubus (1991) curtmetratge

## Premis
- Millor guió adaptat per Pele ye Akhar del 16è Festival de Cinema de la Casa del Cinema iranià, 2014
- FIPRESCI Premi Internacional de la Crítica per Pele ye Akhar del Festival Internacional de Cinema de Karlovy Vary, 2012
- Crystal Simorgh al millor guió adaptat per Pele ye Akhar del Festival Internacional de Cinema de Fajr, 2012
- Crystal Simorgh al millor actor secundari per Pari, del Festival Internacional de Cinema de Fajr, 1995
- Premi al millor guió de la Secció Panorama per Absence al X Asian Film Festival Barcelona, 2022[5]